# El último día en la vieja casa
El último día en la vieja casa (The Last Day in the Old Home) es un óleo sobre lienzo de 1862 obra del pintor inglés Robert Braithwaite Martineau. Fue exhibido en la British Institution el mismo año de su terminación y presentado en la Tate Gallery por E. H. Martineau en 1896.

## Análisis
La obra representa una escena moralista en casa de un terrateniente despilfarrador. La antigüedad de los muebles y los cuadros sugiere que la ficticia familia Pulleyne ha estado ocupando Hardham Court por varios siglos. La ilustración equina situada en la parte inferior izquierda de la obra indica la dramática situación de la familia: el padre ha dilapidado la fortuna familiar en las carreras de caballos. Los cuadros y demás obras de arte están tasados y listos para ser subastados el 22 de octubre de 1850, hallándose un catálogo de Christie's tirado en el suelo en la parte inferior derecha de la pintura.
Sir Charles Pulleyne, patriarca y responsable de la ruina económica de la familia, lleva con calma todo lo que está sucediendo, alzando una copa de champán con su joven hijo, si bien su esposa y su hija se muestran más aprensivas, extendiendo la mujer su brazo izquierdo en dirección a su hijo con el fin de atraerlo hacia el camino de la virtud y alejarlo al mismo tiempo de los placeres mundanos reflejados en la persona del progenitor. Sobre la mesa pueden apreciarse varios anuncios de apartamentos en el periódico. La familia ha llegado al final de su viavilidad, lo cual puede apreciarse en el fuego consumiéndose en la chimenea mientras a través de la ventana se puede contemplar un paisaje otoñal. Una anciana (posiblemente la abuela de los niños) se seca las lágrimas mientras entrega las llaves de la propiedad al subastador. A la derecha de la obra puede apreciarse como al menos dos hombres, posiblemente al servicio del subastador, retiran parte del mobiliario de la mansión.
El interior de la casa está basado en Godinton House, propiedad ubicada en Ashford, Kent, hogar de la familia Toke desde 1440 hasta 1895. La figura de Sir Charles Pulleyne está basada a su vez en el coronel John Leslie Toke (1839-1911), amigo de Martineau, quien heredó el inmueble en 1866 y lo vendió menos de tres décadas después.

## Galería de imágenes (detalles de la obra)

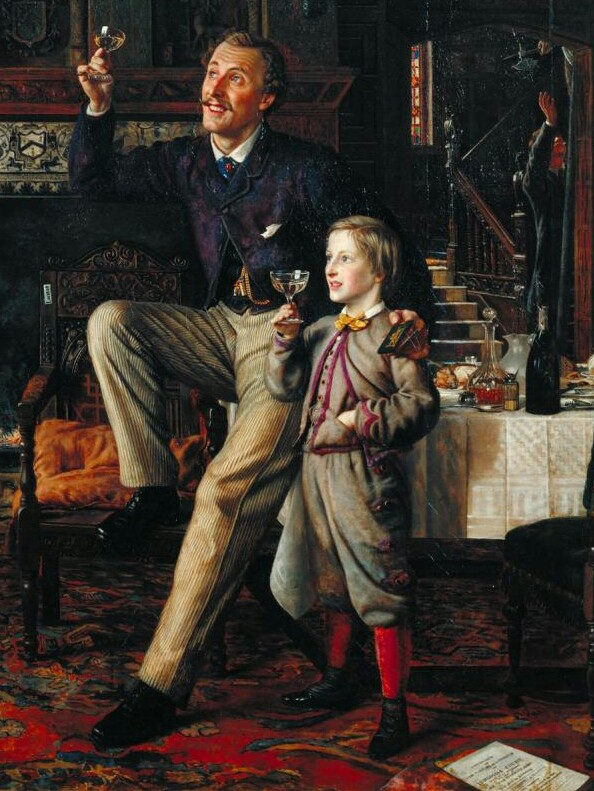
Detalle del padre y el hijo. A la derecha pueden apreciarse dos hombres retirando parte del mobiliario de la casa.
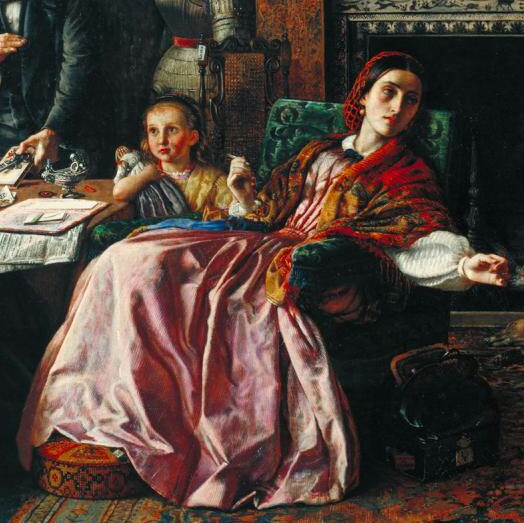
Detalle de la madre y la hija.
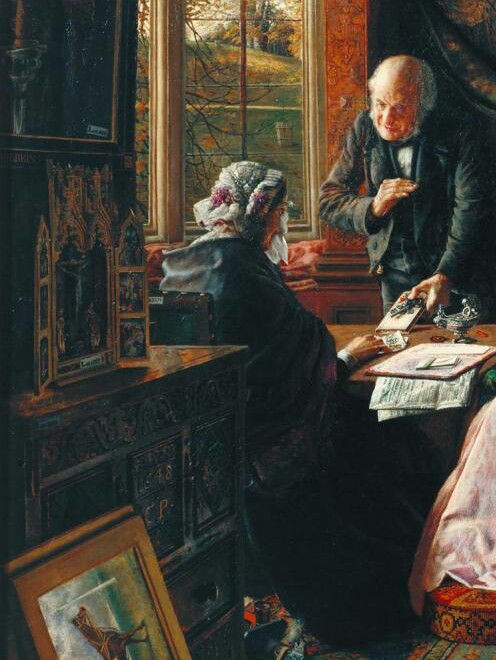
Detalle de la abuela y el subastador.

- Datos: Q7745656